# Glogonjski Rit, Belgrad
Glogonjski Rit este o localitate în zona suburbană a orașului Belgrad, comuna Palilula, Banat, Serbia.